# 朴基玎
朴 基玎（パク・キジョン、朝鮮語: 박기정、1918年6月7日 - 1993年5月9日）は、大韓民国の教員、政治家。第2代慶尚南道議会議員、第5代韓国国会議員を歴任した。

## 経歴
東萊公立高等普通学校（現・東萊高等学校）、明治大学専門部法科卒。国民学校（現・初等学校）教員、昌寧公立初級中学校及び改編後の霊山中学校教員、醸造業経営を経て、第2代慶尚南道議会議員を務めた。1960年の第5代総選挙では昌寧郡選挙区から民主党所属で出馬して当選し、国会議員を1期務めた。なお、開票中盤には対立候補の自由党の辛泳柱の先行を許さない昌寧郡民が投票箱に火をつけ、辛陣営の運動員と乱闘した末、辛候補を捕まって「郡民裁判」を行ったという前代未聞の騒乱事件が発生した。朴はその首謀者に名指しされたが、検察側は不起訴を決めた。
5・16軍事クーデターの後は民主回復国民会議慶南支部共同代表を務めた。1993年5月9日、昌寧郡の自宅にて老衰により死去。享年75。